# ゆびさきミルクティー
『ゆびさきミルクティー』は、宮野ともちかによる日本の漫画。『ヤングアニマル』（白泉社）にて、2003年NO.1から2010年NO.6まで連載された。単行本は白泉社ジェッツコミックスより全10巻。また、全巻刊行後の『ヤングアニマル』2010年NO.16にて読み切りとして特別編が掲載された（これは宮野の後作である『リカ』の単行本第1巻に収録されている）。

## 概要
女装趣味を持つ少年を中心に展開される恋愛漫画。登場人物の成長に拘って描かれている。タイトルのミルクティーとは「ミルク=白=男性」、「ティー（紅茶）=赤=女性」で2つが合わさっているという意味。ゆびさきは、「ちょっとエッチっぽいニュアンスを出したかった」とのこと。
主人公の少年の女装を題材にしたものであるが、実際には主人公の幼馴染や同級生を取り巻く三角関係を描いた作品である。淡い少女漫画を思わせる絵柄とは裏腹に、近親愛系や同性愛系のモチーフが非常に多く、また様々な種類のフェティシズムに満ちており、「限りなく透明でささやかなストーリー」という作品コンセプトとは裏腹に、全体的には非常に濃い作品となっている。
初めは2003年NO.1からNO.6まで短期集中連載として発表され、同年NO.14より本格連載が開始された。そのため、単行本1巻の初版には「1巻」のクレジットはない。以上の経緯から、作者は「先の続かないような描き方にしてしまったため、続きを描くことが決まってからちょっと後悔している」と最終巻のあとがきで語っている。また同じく最終巻のあとがきでは、「（もし長期連載がわかっていれば）ドタバタコメディーのような話に持っていけれたのに」と作者が語っているように、作者自身初の長期連載ということもあり、彼自身も「経験不足で色々な失敗をしている」と認めており、それが2年以上の休載にも繋がっている。
ファンやネットユーザーからの略称は、「ゆびさき」または「さきミル」。ただ、掲載誌を同じくする『デトロイト・メタル・シティ』の略称である「DMC」になぞらえ、「YMT」と略されることもある。

## 主要登場人物
学年は物語開始時のもの（途中で進級している）。また作中の表記に基づき、森居左の名前の表記は原則的に「ひだり」で統一する。

### メインキャラクター
池田 由紀（いけだ よしのり）
声 - 斎賀みつき
本作の主人公。高校1年生の美少女顔の少年（後に高校2年）。血液型はB型。アルバイト先の写真館でウェディングドレスのモデルをしたことがきっかけで、女装してセルフポートレートを撮る事が趣味になる。女装した時の名前は「由紀」の読み方を変えた「ユキ」。一見して女装と見破られることはまずないが、ストーリー展開の都合上、登場人物の大部分に正体を知られてしまっている。なお、途中から、本名の振り仮名が苗字も含めて全てカタカナになっている。
中学生の時はサッカーで亘とツートップを組んでいたが、高校進学に際して引退、その後女装をするため、サッカーで作った筋肉を落としている。ただ、蹴りの精度は現在でも百発百中である。
女装を始めた当初は声変わりもなく身長も低かったが、その後急激に現れ出した第二次性徴と、それに伴う性欲の増大を持て余し、自己を確立できないでいる。男性的な性欲を嫌い、性欲につき動かされることの多い自分に嫌悪感を覚えており、女性に強い憧れを持つ。女装時の姿には男性の抱く理想の女性像が反映されており、由紀の女装には、女性であると仮定した際の自分への擬似恋愛という側面もある。女装した自分の目標（?）として姉の胸に関心を持ったり、水面に自分のかつらをかぶせようとして拒否されたりしている。
ひだりと水面の2人に好かれ、2人の間で揺れている。自己を確立できていないせいか、自分の意思・欲望を正確に把握することができず、2人にはどっちつかずの態度を取ってしまい、事態をどんどん悪化させてしまう傾向が強い。水面とひだり、どちらとも肉体関係すれすれのところまで行ったことがある。
自己確立ができていないこと、ひだりと水面とどちらつかずの関係に陥っていること、さらにはユキという理想の女性を追いかけ過ぎているからか、自らの女装姿で自慰行為をするという、ナルシシスト的な衝動を見せ始めている。
女装時は初めこそ挙動に不自然な点もあったが、水面と知り合ってからは水面の女性的仕草をコピーすることにより、ほぼ完璧な女性像を身につける事ができた。女装時の性格は普段と比べて明るく魅力的で積極的、かつ極めて女の子らしい。最近では女装していない時の挙動にも女装時の影響が現れ始めている（仕草のほか、女子生徒の背後に抵抗なく立てるなど）。女装のために筋肉はつけず、物をぶつけられるとまず顔の心配をし、サッカー観戦の時にパラソル（日傘）をさし、果てはセパレートの水着まで着用するなど、女装に対しての情熱は並々ならぬものがある。
姉の未記と2人暮らしで、家事は分担制の模様。その影響もあってか、料理も得意で、ケーキなども作れるほど。クラスで喫茶店を出店した文化祭のケーキ作りも、ほぼ主導的な立場を担った。
のちに成立した「男の娘」に分類されることもあるキャラクターであり、オタク文化史研究者の吉本たいまつや、ライターの来栖美憂は、「かわいい自分」という由紀のナルシシズムを意識的に描いた点で、本作を特筆すべきものと評価している。
森居 左（もりい ひだり）
声 - 能登麻美子
ヒロインその1。由紀の幼馴染みであり、同じマンションの隣に住んでいる中学2年生の少女（後に中学3年生）。血液型はO型。右利き。ユキが女装した由紀であることは知っており、由紀との間接的な接点として利用することもある（知った上で別人のように接している）。作中では名前がほぼ平仮名表記である。名前は母親に由来する。
母親を既に亡くしており、父親との2人暮らし。家事を一手に引き受けており、中学進学の際にそれまで習っていたテコンドーを止めている。後に女子サッカー部設立の際に部員となり、FWとして頑張っていた。背番号は9。その後は受験勉強に専念し、都立桜深高等学校に合格している。
積極的で努力家。由紀のことが子供の頃から大好きで、兄妹同然、もしくはそれ以上の付き合いをしており、由紀と肩を並べられるように早く大人になりたいと思っている。しかし思い込みが激しく、自分を省みないことも多々あり、自暴自棄にも陥りやすい。他人への依存度が高く、由紀に対しては擬似的なブラコンの気も強く、一度は「私は紀くんのオモチャ」と言い切ったことさえある。親友の栖とごく軽い同性愛的行為で戯れることもある。また、中学生という年齢であるにも拘らず、父親の佑介と一緒にお風呂に入ったりするなど、ファザコンの気もある。
由紀が水面に傾いた際には、水面のスタイル（眼鏡・髪型など）を真似るなど、常に他人を軸に自分の在り方を決める面があり、由紀と同じく自己が確立できていない。
由紀を水面に、父の佑介を未記に奪われた状態であった時期は、栖以外の人間に心を開かず、勉強だけに打ち込んでいた。
なお、サッカー部引退までは全体的に子供っぽい部分が前面に出ていた（飛んだり跳ねたりしても胸が揺れないなど）が、それ以降急に全体的に大人びた容姿に成長している。
黒川 水面（くろかわ みなも）
声 - 田村ゆかり
ヒロインその2。由紀のクラスメイトであり、ひだりの家庭教師をしていた少女（一度辞めるも、その後も個人的に勉強を教えるなどの付き合いは継続している）。血液型はA型。対人関係を築くのが苦手だが、女装した由紀には心を開く。ユキが女装した由紀であることに一目で気付いた。
地味目の恰好をしているために分かりにくいが、非常に容姿端麗。かつ、成績優秀な優等生で、「すべてを持っている」。しかし自分が恵まれていることに無自覚で、また利発過ぎるために他人の噂話などの節操の無い会話についていけず、女子からは嫉妬・嫌悪両方の目で見られやすい。不器用で男嫌いの面もあり、交友関係は非常に乏しい。すぐに打ち解けることができたのは、水面の魅力と性質に気づいて女装で近づいた由紀のみであり、その後できた友人も全て由紀を介している。
何事も外面だけで判断することを非常に嫌う傾向がある。一度は由紀のために眼鏡を外して髪をウェーブにするなどしていたが、それによって多くの男子に告白されたことに不快感を覚え、元のスタイルに戻してしまっている。同じ理由で他の女子と打ち解けず、また自分の内面を見出した由紀への依存を強くしている。
1人でいる時間が長かったためか、常に自分がどういう人間であるかを分析し、認識している。そのために「わかっていて」倒錯的な行動に出ることも多々ある。
友人がほとんどいないのは中学生時代からで、この時期には実兄とかなり倒錯的な関係になっていた。
池田 未記（いけだ みき）
声 - 氷上恭子
由紀の姉でOL（1巻の時点で24歳）。血液型はB型。池田家の両親は既に離婚しており、未記・由紀は母親に引き取られているが、母親は仕事が忙しく、長期に亘って家を空けているため、由紀の面倒は全て未記が見ている。由紀同様、作中の振り仮名は全てカタカナ。
由紀に対してはあけすけな態度を取っているが、実際は過保護、過支配型。由紀は高校を卒業して大学に進学し、将来的にはひだりと結婚するべきだと考えており、由紀がそれに反する行動を取ると、怒る、泣く等の癇癪を起こす。自分が由紀を裸に近い恰好でからかうのは良くても、由紀は純情そうに恥ずかしがらなくてはならないと考えており、由紀がすれた反応を返すと烈火のごとく怒る。由紀が知らない女性（水面）を家に連れ込めば、一直線に由紀の部屋に向かい啖呵を切るなど、ブラコンの気が相当に強い。
異性交遊が激しく、彼氏が何人もいる様子だが、誰と付き合っても上手く行かず、別れる時には由紀をダシに使う時も多い。本命はひだりの父親の佑介であり、未記が女子高生であった時から慕っている。最近、ついにその想いが報われて佑介と付き合うことになったが、それはひだりから父親を奪う結果になっている。
これまでの男性と上手く行かなかった理由は、実は真性の中年男性好きだからである。中年男性の加齢臭を嗅ぐと、相手がたとえ父親だろうと発情する、非常に危険な性癖を持つ。母親からも男で失敗しないか心配されている。

### 都立桜深高等学校関係
由紀らが通う高校。モデル校は港区に存在すると見られる。
高槻 亘（たかつき わたる）
声 - 豊永利行
由紀の親友で、クラスメイト。血液型はO型。サッカー部所属で、中学時代は由紀とツートップを組んでいた。由紀が女装したユキに対し、想いを抱いている。
中盤まで、作中では珍しくノーマルな人間で、ユキに惚れているのも女性と勘違いしているだけだからと思われていた。しかし後々になって、非女装時にまで現れ始めた由紀の女性的振る舞いに性的魅力を感じたり、本来の女性の好みは巨乳であるにも拘らず貧乳のユキに惚れる等、最初から「由紀」だからユキに惚れていた可能性もある。ユキとはディープキスまで経験済みで、デートも2度しており、関係は着実に進展している。
最終的にはユキに女装であることを打ち明けられるも、それを受け入れ、キスして別れを告げている。これにより、約1年に及ぶ恋は一応の完結を見た。
茅 伸子（ちがや のぶこ）
サッカー部のマネージャーを務める少女。高校1年生（由紀達の1学年下）。小柄な体格が可愛らしく、控えめな上に思いやりがあり、裏表もない非常にいい子。亘が好き。
ユキとは亘を巡って対立した事もあり、また亘の事で相談に乗ってもらった事もある。ユキが女装した亘の友人であることは知らず、「由紀」とも顔を合わせた程度でしかない。作中人物では珍しくユキの正体を知らず、倒錯方向にも走らない極めてノーマルなキャラ。
乃木 東子（のぎ とうこ）
由紀と同学年の少女（クラスメイトではない）。女子バスケット部の部長。由紀とは水面との関係に悩んでいた頃に知り合い、それをきっかけに水面の友人になった。睦とは小学校からの幼馴染だが、小学校時代のトラブルが原因で、ややぎこちない関係になっていた。竹を割ったような性格で、勝利に貪欲なスポーツ少女。身長は171cmと高め（小さい頃から大柄だった）。水面曰く、「スタイルがいい」。
児玉 睦（こだま ちか）
由紀の友人で、クラスメイトの少年。血液型はA型。絵画コンクール常連の天才児。成績は常に2位（自らその地位を望んでいる）だったが、2年次1学期の中間テストでは水面の不調を読めずに、不覚にも首位に甘んじてしまった（その後、期末テストで奪回）。鎖骨フェチであり、そのせいで「由紀=ユキ」と見抜いているが、その旨を本人には告げていない。東子とは幼馴染。
芝 りえ子（しば りえこ）
由紀のクラスメイトの少女。八重歯が特徴的。女子の中心になっており、男子からの人気も高い。演劇部所属。微笑まれた男子は1週間以内に告白する（そしてその時点で振られる）という、「芝りえスマイル」なるジンクスがあるとされている。由紀には高校受験時に缶おしるこをおごってもらったことがあり、特別な存在として見ていた（その影響もあり、水面には突っかかるように接していた）。しかし、最終的に由紀の心を動かすことはできなかった。
大田区にあるりえ子りん星のももりんご姫を演じるという夢を抱いている。
8巻の文化祭のエピソードでの登場が主だが、初登場は読み切り当時の第2話という古参のキャラ。その際は1コマしか登場せず台詞もなかったが、由紀から「キャラを作っている感じがして萎える」と評されるなど、キャラの土台は出来ていた。

### 中学校関係
ひだりが通っている中学校。由紀・亘もこの学校の卒業生。
モデル校は品川区に存在するとみられる。
加賀見 栖（かがみ すみか）
ひだりの親友の少女。中学2年生（後に中学3年生）。血液型はAB型。可憐な容姿のため、男子からの人気は高いが、興味は全く無い。自称は「ボク」で「～ッス」を語尾につけるのが口癖。頭の大きなリボンがチャームポイント。ひだりの相談によく乗っている。
幼い外見とは裏腹に、メンタルな面ではかなり進んでいるマセた少女。本人自身はそんな自分をあまり快く思ってはおらず、自分を可愛らしく幼く見せるような振舞いをわざとしている。幼い服装や言動も全ては演技。ごく一部の勘の鋭い男子には、その演技がかえって癇に障ることもある。怒るなどして感情が高ぶると、素に戻ることがある（自称が「私」になり、語尾の「～ッス」がなくなる）。
ひだりに恋愛感情に近い感情を持っており、常日頃からひだりと軽い同性愛的行為で戯れている（栖がタチでひだりがネコ）。最初は擬似恋愛であったが、最近では本物になってきている。
小さい頃から写真家の叔父と性的な関係にあり、自分を可愛らしく見せる技術を身につけたのは栖に少女としての美しさを求める叔父に喜ばれるためである。叔父との関係が終わりを迎えた後は自分らしさを少しずつ前面に出し、大人っぽい服装をするようにもなっている。
なお、展開上「由紀=ユキ」と知っていてもおかしくないはずだが、どうやら知らないらしい。
堀田 依（ほった より）
男子サッカー部で、一緒に練習するくらいのサッカー好き。
体育の50m走の走りと触診（?）によってひだりの素質を見抜き、女子サッカー部創設時にひだりを勧誘。FW。背番号は10。
亘が中学生時代に、よくサッカーを教えてもらっており、彼に対して憧れを抱いていた。

### その他の関係者
森居 佑介（もりい ゆうすけ）
ひだりの父。妻の左智を病気で亡くし、ひだりと2人で暮らしている。現在は独身。後に未紀と付き合うようになる。34歳。
森居 左智（もりい さち）
ひだりの母。故人。由紀の初恋の人。胸が大きい。
学生時代の未記の心の拠り所だった。
娘のひだりが佐智にだんだん似てきており、佑介が思わず「左智」と呼ぶくらいになった。
小山写真館店主
声 - 原田博之
由紀がアルバイトしている写真館の店主。名前は「邦彦」（くにひこ）。由紀を女装趣味に引き込んだ張本人。
加賀見の叔父
小山写真館店主の友人で、写真系雑誌の編集者。名前は「ヒロアキ」らしい。由紀に無断でユキの写真をコンテストに応募した。栖とは性的な関係にあった。
黒川 毬藻（くろかわ まりも）
水面の一歳年上の兄。本編には絡まず、水面の過去を描いた番外編「妹は優等生」のみの登場。学業スポーツともに優秀で、ピアノも弾ける完璧主義者のA型と水面は評している。実の妹である水面に対し、恋愛感情を抱いている節がある。

## 単行本
- 第1巻 2003年7月29日刊行 ISBN 4-592-13457-5
- 第2巻 2004年1月29日刊行 ISBN 4-592-13458-3
- 第3巻 2004年6月29日刊行 ISBN 4-592-13459-1
- 第4巻 2005年2月28日刊行 ISBN 4-592-14384-1
- 第5巻 2005年7月29日刊行 ISBN 4-592-14385-X
- 第6巻 2006年1月27日刊行 ISBN 4-592-14386-8
- 第7巻 2006年8月29日刊行 ISBN 4-592-14387-6
- 第8巻 2009年10月29日刊行 ISBN 978-4-592-14648-3
- 第9巻 2009年10月29日刊行 ISBN 978-4-592-14649-0
- 第10巻 2010年7月29日刊行 ISBN 978-4-592-14650-6

## 関連アイテム
- HCD（白泉社ドラマCD）『ゆびさきミルクティー』（2004年、マリン・エンタテインメント）